# Ashigaru

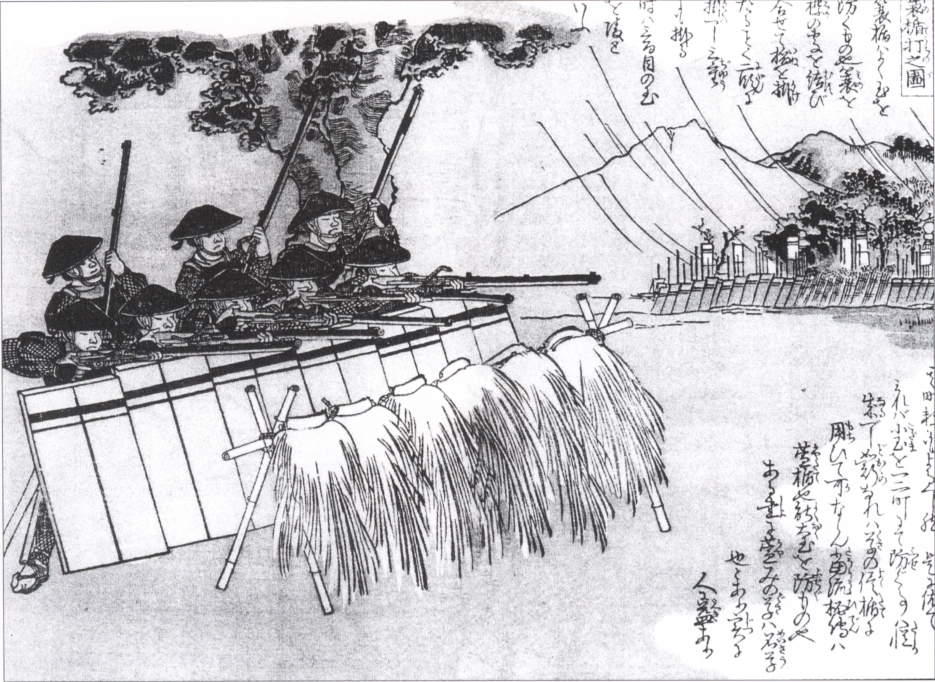
Ashigaru

Els ashigaru (peus lleugers) eren soldats rasos milicians al Japó medieval. Durant el període Muromachi aquests soldats eren contractats pels shoguns com a exèrcit personal, eren reclutats entre els camperols, duent una armadura lleugera i usaven com a arma principal el yari (llança).